# Stephanie Schneider (Schriftstellerin)
Stephanie Schneider (* 1972 in Vechta) ist eine deutsche Schriftstellerin.

## Leben
Stephanie Schneider wurde 1972 in Vechta geboren und wuchs im niedersächsischen Lohne (Oldenburg) auf. Nach dem Abitur am Gymnasium Lohne studierte sie in Osnabrück für das Grundschullehramt und danach Freie Kunst an der Hochschule für Bildende Künste in Braunschweig. Nach einigen Jahren als Grundschullehrerin begann sie im Jahr 2004 freiberuflich als Autorin zu arbeiten.
Stephanie Schneider lebt in Hannover und arbeitet dort hauptberuflich als Autorin für Kinderbücher. Neben der schriftstellerischen Tätigkeit führt sie Lesungen ihrer Bücher sowie Schreibworkshops für Kinder durch. Mehrere ihrer Bücher sind in Übersetzungen in verschiedenen Ländern erschienen, darunter China, Italien, Niederlande, Polen, Rumänien, Spanien, Südkorea, Türkei und den USA.
Ihr Kinderbuch „Grimm und Möhrchen: Ein Zesel zieht ein“ (Illustrationen: Stefanie Scharnberg) wurde mit dem Deutschen Kinderbuchpreis 2022 ausgezeichnet.

## Werke

### Kinderbücher: Bücher zum Vor- und Selbstlesen
- Grimm und Möhrchen und die Weihnachtswette – 24 Geschichten, Lieder und Ideen zum Advent: Ein weihnachtliches Zesel-Vorlesebuch. mit Illustrationen von Stefanie Scharnberg. dtv Junior, 2024, ISBN 978-3-423-76493-3.
  - Grimm und Möhrchen und die Weihnachtswette. (Hörbuch), gelesen von Boris Aljinovic. DAV, 2024, ISBN 978-3-7424-3127-1.
- Grimm und Möhrchen machen Pause von zu Hause. mit Illustrationen von Stefanie Scharnberg. dtv Junior, 2023, ISBN 978-3-423-76435-3.
  - Grimm und Möhrchen machen Pause von zu Hause. (Hörbuch), gelesen von Boris Aljinovic. DAV, 2023, ISBN 978-3-7424-2641-3.
- Grimm und Möhrchen: Frühling, Sommer, Herbst und Zesel. mit Illustrationen von Stefanie Scharnberg. dtv Junior, 2022, ISBN 978-3-423-76389-9.
  - Grimm und Möhrchen: Frühling, Sommer, Herbst und Zesel. (Hörbuch), gelesen von Boris Aljinovic. DAV, 2022, ISBN 978-3-7424-2301-6.
- Grimm und Möhrchen: Ein Zesel zieht ein. mit Illustrationen von Stefanie Scharnberg. dtv Junior, 2022, ISBN 978-3-423-76366-0.
  - Grimm und Möhrchen: Ein Zesel zieht ein (Hörbuch). gelesen von Boris Aljinovic. DAV, 2022, ISBN 978-3-7424-2259-0.
- Unser Kunterboot: Ein Herz für Holliwutt. mit Illustrationen von Nina Dullek. cbj, 2018, ISBN 978-3-570-17530-9.
- Unser Kunterboot: Das Ding mit der faulen Paula. mit Illustrationen von Nina Dullek. cbj, 2017, ISBN 978-3-570-17286-5.
- Unser Kunterboot: Sommer der Geheimnisse. mit Illustrationen von Nina Dullek. cbj, 2016, ISBN 978-3-570-17285-8.

### Kinderbücher: Erstleser
- Lotta Rikotta und der geheime Strand. mit Illustrationen von SaBine Büchner. Tulipan, 2021, ISBN 978-3-86429-467-9.
- Die Krankenhausbande. mit Illustrationen von Lena Ellermann. Tulipan, 2019, ISBN 978-3-86429-433-4.
- Die Bademeisterbande. mit Illustrationen von Lena Ellermann. Tulipan, 2017, ISBN 978-3-86429-373-3.
- Abenteuer Baumhaus: Der Bücherbär – Wir lesen zusammen. mit Illustrationen von Elli Bruder. Arena, 2017, ISBN 978-3-401-70670-2.
- Wunschpost für Ida. mit Illustrationen von Daniela Bunge. Tulipan, 2016, ISBN 978-3-86429-244-6.
- Ein Bär namens Wolle. mit Illustrationen von Kai Schüttler. Ravensburger, 2016, ISBN 978-3-473-36482-4.

### Kinderbücher: Bilderbücher
- Grimm und Möhrchen und die Spielplatzpiraten. mit Illustrationen von Stefanie Scharnberg. dtv Junior, 2025, ISBN 978-3-423-76552-7.
- Gans vergessen. (Neuausgabe), mit Illustrationen von Stefanie Scharnbeck. dtv Junior, 2024, ISBN 978-3-423-76518-3.
- Grimm und Möhrchen – Ein Möhrchen im Gemüsebett. mit Illustrationen von Stefanie Scharnberg. dtv Junior, 2023, ISBN 978-3-423-76456-8.
- Mias Bohne. (Neuausgabe), mit Illustrationen von Astrid Henn. Beltz & Gelberg, 2023, ISBN 978-3-407-76265-8.
- Nachtlampenfieber. mit Illustrationen von Nele Palmtag. Beltz & Gelberg, 2022, ISBN 978-3-407-75674-9.
- Platz da, ihr Hirsche! Eine Geschichte über Toleranz und das Miteinander-Teilen. mit Illustrationen von Susan Batori. Penguin Junior, 2022, ISBN 978-3-328-30051-9.
- Elefanten im Haus. (Neuausgabe), mit Illustrationen von Astrid Henn. Beltz & Gelberg, 2022, ISBN 978-3-407-76252-8.
- Das endlos lange Weihnachtswarten. mit Illustrationen von Astrid Henn. Fischer Sauerländer, 2019, ISBN 978-3-7373-5652-7.
- Mia hat Fußhusten. mit Illustrationen von Astrid Henn. Fischer Sauerländer, 2018, ISBN 978-3-7373-5539-1.
- Gans vergessen. mit Illustrationen von Ingrid Sissung-Weber. Knesebeck, 2017, ISBN 978-3-86873-888-9.
- Matti und die Sache mit dem Einschlafen. mit Illustrationen von Yayo Kawamura. Fischer Sauerländer, 2017, ISBN 978-3-7373-5472-1.
- Matti und die Sache mit dem Marmeladenbrot. mit Illustrationen von Yayo Kawamura. Fischer Sauerländer, 2017, ISBN 978-3-7373-5473-8.
- Mias Bohne. mit Illustrationen von Astrid Henn. Fischer Sauerländer, 2017, ISBN 978-3-7373-5123-2.
- Tambo, der kleine Elefant. (Pappbilderbuch), mit Illustrationen von Henrike Wilson. Gerstenberg, 2016, ISBN 978-3-8369-5877-6.
- Ich brauch euch alle! mit Illustrationen von Astrid Henn. Fischer Sauerländer, 2015, ISBN 978-3-7373-5124-9.
- Elefanten im Haus. mit Illustrationen von Astrid Henn. Ravensburger, 2015, ISBN 978-3-473-44664-3.
- Tambo, der kleine Elefant. mit Illustrationen von Henrike Wilson. Gerstenberg, 2013, ISBN 978-3-8369-5762-5.

### Bücher für Erwachsene
- Der kleine Schulstress-Berater: Wie Sie und Ihr Kind entspannt durch die Schule kommen. mit Illustrationen von Kai Pannen. Kösel, 2014, ISBN 978-3-466-31016-6.
- Der kleine Streitberater: Familienkonflikte lösen mit Herz und Verstand. mit Illustrationen von Kai Pannen. Kösel, 2013, ISBN 978-3-466-30980-1.
- Wohlfühl-Gutscheine für Mama: von „Füße hoch“ bis Badeschaum. mit Illustrationen von Liliane Oser. Kösel, 2010, ISBN 978-3-466-30863-7.
- Auf nach Cappuccino!: Wohlfühltipps einer glücklichen Mutter. mit Illustrationen von Angelika Ullmann. Kösel, 2009, ISBN 978-3-641-03362-0.
- Wenn es leicht ist, ist es Liebe: Betriebsanleitung für ein Leben zu zweit. mit Illustrationen von Angelika Ullmann. Kösel, 2007, ISBN 978-3-466-30749-4.
- Warum Mama eine rosa Handtasche braucht und andere Geheimnisse glücklicher Mütter. mit Illustrationen von Angelika Ullmann. Kösel, 2004, ISBN 3-466-30699-X.

### Andere Bücher
- Grimm und Möhrchen – Alle meine Freunde. mit Illustrationen von Stefanie Scharnberg. dtv Junior, 2023, ISBN 978-3-423-76455-1.

### Radio
- Die Bademeisterbande, gelesen von Christoph Pütthoff, WDR Lauschinsel 2021.[6]
- Reihe „Mia hat ein mutiges Gefühl“, gelesen von Sandra Schwittau, rbb Ohrenbär 2012 und 2019.[7][8]
- Reihe „Mia denkt sich was aus“, gelesen von Sandra Schwittau, rbb Ohrenbär 2012.[9]

### Kolumnen
- Kolumne „Lüttje Lage“ (Gastautorin), Hannoversche Allgemeine Zeitung, 2007–2012.[10]
- Kolumne „Pampers statt Palmen“ (Autorin), Oldenburgische Volkszeitung und Münsterländische Tageszeitung, 2004–2014.

## Auszeichnungen
- Deutscher Kinderbuchpreis 2022 für „Grimm und Möhrchen: Ein Zesel zieht ein“[11]
- Paderborner Hase 2023 für „Grimm und Möhrchen: Ein Zesel zieht ein“[12]
- Wermelskirchener Bilderbuchpreis 2023 für „Platz da, ihr Hirsche!“[13]